# Zjednoczona Lista (Łotwa)
Zjednoczona Lista (łot. Apvienotais saraksts, AS; pełna nazwa Apvienotais saraksts – Latvijas Zaļā partija, Latvijas Reģionu apvienība, Liepājas partija) – łotewska koalicja polityczna założona w czerwcu 2022 roku przez trzy ugrupowania polityczne: Łotewską Partię Zielonych, Łotewskie Zjednoczenie Regionów oraz Partię Lipawską. Jest reprezentowana w Sejmie XIV kadencji, zaś jeden z jej liderów Edvards Smiltēns był w latach 2022–2023 jego przewodniczącym. 

## Historia
Koalicja powstała na bazie stowarzyszenia Zjednoczona Lista Łotewska kierowanego przez architekta i przedsiębiorcę związanego z Lipawą Uldisa Pīlēnsa. W skład koalicji weszły Łotewska Partia Zielonych, Łotewskie Zjednoczenie Regionów oraz Partia Lipawska. Koalicja została oficjalnie zarejestrowana 8 lipca. Jej współprzewodniczącymi zostali Edvards Smiltēns i Edgars Tavars, w zarządzie znaleźli się również m.in. były premier Māris Kučinskis, były mer Lipawy Uldis Sesks oraz były minister obrony Raimonds Bergmanis. Jako kandydata na premiera wysunięto Uldisa Pīlēnsa, który jednak zapowiedział, że nie będzie startować w wyborach jesienią 2022 roku.
Ostatecznie koalicja uzyskała 11,01% głosów, wprowadzając do Sejmu 15 posłów. Wśród nich znaleźli się m.in. Raimonds Bergmanis, Māris Kučinskis, Ingmārs Līdaka, Edvards Smiltēns, Edgars Tavars oraz Juris Viļums.
1 listopada 2022 lider Zjednoczonej Listy Edvards Smiltēns został przewodniczącym Sejmu XIV kadencji. Sprawował tę funkcję do 2023. 